# Luis Oliva
Luis Oliva (* 21. Juni 1908 in La Paz, Provinz Córdoba, Argentinien; † 30. Juni 2009 in Córdoba, Argentinien) war ein argentinischer Leichtathlet, der zweimal Südamerikameister war.
Luis Oliva siegte bei den Südamerikameisterschaften 1931 im 3000-Meter-Lauf in 8:46,8 Minuten. In dieser Disziplin gab es lediglich eine Teamwertung, die er mit der argentinischen Mannschaft gewann. Bei den Olympischen Spielen 1932 gab er im 3000-Meter-Hindernis-Vorlauf auf. Im Jahr darauf siegte Oliva bei den Südamerikameisterschaften 1933 erneut über 3000 Meter und gewann seinen zweiten Titel mit der Mannschaft. Im 5000-Meter-Lauf lief er hinter seinem Landsmann Roger Caballos auf den zweiten Platz. Auf den Marathonlauf bei den Olympischen Spielen 1936 bereitete sich Oliva mit dem Olympiasieger von 1932 Juan Carlos Zabala vor. Beide Läufer gaben dann beim Berliner Marathonlauf unterwegs auf. Oliva versuchte sich noch einmal für die Olympischen Spiele 1940 zu qualifizieren. Nachdem diese Spiele wegen des Zweiten Weltkriegs abgesagt worden waren, beendete Oliva seine sportliche Karriere, er arbeitete dann als Sportlehrer. Der 1,75 Meter große Oliva hatte ein Wettkampfgewicht von 69 Kilogramm. Er starb kurz nach seinem 101. Geburtstag.